# Hisajo Sugita
Hisajo Sugita (杉田 久女, Sugita Hisajo), née Sugita Hisa (杉田 久) le 30 mai 1890 à Kagoshima et morte le 21 janvier 1946, est une poétesse japonaise de haiku des ères Meiji, Taishō et Shōwa.

## Source de la traduction
- (de) Cet article est partiellement ou en totalité issu de l’article de Wikipédia en allemand intitulé « Sugita Hisajo » (voir la liste des auteurs).